# Zwischenstadt
Zwischenstadt ist ein Begriff der Stadtgeographie und wurde im Wesentlichen von dem deutschen Architekten Thomas Sieverts geprägt.

## Merkmale
Der Begriff beschreibt eine Siedlungsstruktur, die weder der Stadt noch dem ländlichen Raum zugeordnet werden kann. Auch die Einordnung als Vorort trifft den Charakter dieser Gebiete nur unzureichend. Ein typisches Beispiel zwischenstädtischer Strukturen nach Sievert ist der Ballungsraum Frankfurt Rhein-Main.
Die Zwischenstadt besitzt mehr Eigenständigkeit als der Vorort und kann sich von der Kernstadt unabhängig machen. Wo die Definitionsgrenzen der Zwischenstadt liegen, ist nicht genau festgelegt. Sie besitzt meist keinen historischen Siedlungskern und ist in kurzer Zeit entstanden. Auch die Ausrichtung und Entwicklung der Zwischenstadt erfolgt relativ ziel- und planlos. Die Folge ist eine Verstädterung und Zersiedelung des ländlichen Raumes. Um Auswirkungen und notwendige Handlungsschritte untersuchen zu können, wurde unter der Leitung von Thomas Sieverts ein Forschungskolleg ins Leben gerufen.